# Contea di Nyainrong
Nyainrong (聂荣县T; Nièróng XiànP) è una contea cinese della prefettura di Nagchu nella Regione Autonoma del Tibet. Il capoluogo è la città di Tagdzong. Nel 1999 la contea contava 28.086 abitanti.

## Città
- Tagdzong
- Serchen
- Nyima
- Damxung
- Thradam
- Throlung
- Shagchu
- Beshung
- Sogshung
- Yuchog